# Alura (DC Comics)
Alura es un personaje de cómic ficticio que aparece en publicaciones de DC Comics, generalmente aquellas que presentan a Superman y personajes relacionados. Alura es la hija kryptoniana de In-Zee, esposa de Zor-El, madre de Supergirl y tía paterna (por matrimonio) de Superman. Creado por el escritor Otto Binder y el artista Al Plastino, el personaje apareció por primera vez en Action Comics # 252 (mayo de 1959).
El personaje ha aparecido en adaptaciones a los medios de los cómics de Superman y Supergirl, incluidas películas de acción real, programas de televisión y videojuegos.
Alura fue interpretada por Mia Farrow en la película Supergirl de 1984. En las dos primeras temporadas de Supergirl, Laura Benanti interpretó a Alura hasta que Erica Durance asumió el papel.

## Historial de publicaciones
El personaje Alura apareció sin nombre en Action Comics # 252 (mayo de 1959) como parte del origen de Supergirl (Kara Zor-El). Fue creada por Otto Binder y Al Plastino. Su papel era similar al de Lara para Superman. Ella y su esposo, Zor-El, la envían a una nave espacial desde Argo City a la Tierra para sobrevivir.

## Biografía ficticia

### Pre-Crisis

#### Tierra-Uno
En la continuidad pre-Crisis, Alura apoyó a su esposo Zor-El, uno de los únicos científicos que creyó en las predicciones de su hermano mayor Jor-El sobre la inminente destrucción de Krypton. Cuando el planeta explotó, Argo City de alguna manera fue enviada de forma segura al espacio con una burbuja de aire que da vida a su alrededor (una versión posterior de la historia en Action Comics # 316 (septiembre de 1964) tiene la ciudad salvada por una cúpula meteorológica que Zor-El había construido). La explosión había convertido el suelo debajo de Argo City en Kryptonita, pero Alura, Zor-El y los otros sobrevivientes cubrieron la superficie con láminas de plomo. Los kryptonianos lograron mantenerse con vida durante muchos años, y Kara nació varios años después de la destrucción de Krypton. El final de Argo City llegó durante la adolescencia de Kara cuando una tormenta de meteoritos abrió agujeros en las láminas de plomo, exponiendo a los sobrevivientes a la mortal radiación de kryptonita. Zor-El había logrado construir un cohete y ahora lo usó para enviar a su hija a la Tierra. Alura le proporcionó a Kara un disfraz muy similar al de Superman.
Más tarde se reveló a Supergirl a través de los sueños inducidos por Zor-El que él y Alura se habían teletransportado a la Zona de Supervivencia (similar a la Zona Fantasma) durante los momentos finales de Argo. Supergirl pudo rescatarlos en Action Comics # 310 (marzo de 1964), y Zor-El y Alura se fueron a vivir a Kandor. Cuando se amplió la ciudad botella, Zor-El y Alura se reubicaron en New Krypton / Rokyn.

#### Tierra-Dos
En el universo alternativo de Tierra-Dos, Allura In-Z (tenga en cuenta la ortografía diferente) está casada con Zor-L, y envían a su hija Kara Zor-L a Tierra-Dos, donde se convierte en Power Girl. Esta Zor-L era una experta en psicología y creó una cámara de realidad virtual para Kara dentro de su nave espacial. A medida que envejecía dentro del cohete camino a la Tierra-Dos, experimentó el tipo de vida que habría tenido en Krypton con Allura y Zor-L. Zor-L y Allura murieron cuando Krypton explotó. Esta versión de Allura vivía en Kandor y no en la ciudad de Argo. Allura solo hizo una aparición, en Showcase # 98 (marzo de 1978).

### Post-Crisis
En el arco de la historia de "La Supergirl de Krypton" en Superman/Batman # 8-13 (mayo-octubre de 2004), Alura y Zor-El sacaron a su hija de Krypton antes de que Kal-El se fuera. Se esperaba que ella llegara a la Tierra primero y pudiera ayudar a criar a Kal desde su infancia. Sin embargo, permaneció en estasis y su nave no llegó a la Tierra hasta años después, por lo que el bebé que esperaba ayudar a criar era un hombre adulto cuando ella llegó todavía en su adolescencia.
Después de que Lex Luthor usa Kryptonita Negra para dividir a Kara en partes buenas y malas, la malvada Kara afirma que Zor-El en realidad envió a su hija a la Tierra para matar a su sobrino, ya que estaba resentido con su hermano mayor y odiaba la idea de que el linaje de Jor-El continuara. pasado la destrucción de Krypton. Esto unió y explicó flashbacks fragmentados que habían sugerido que Zor-El era un personaje villano, incluido su despido de los escolares burlándose de Kara como "los muertos" (ya habían sido poseídos) y Alura diciéndole a Kara que la matara y "enorgullezca a su padre. "(ella también había sido poseída por Phantoms de la Zona Fantasma, y esto no era una burla sino una solicitud genuina de lo que quedaba de su personalidad original) así como la idea original de que quería que Kara matara a Kal-El. Cuando terminó la historia, se reveló que la casa de El fue maldecida por los fantasmas ya que los veían como sus carceleros. Dondequiera que fuera uno de los de la línea de sangre El, los Fantasmas lo seguirían. Para salvar la Tierra, necesitaba enviar a Kara para eliminar a Kal y evitar que la línea de sangre El creciera. Sin embargo, al final de este arco de la historia, se reveló que las imágenes de Zor-El y los Phantoms que posteriormente invadieron la Tierra como se predijo fueron todas una artimaña de los Monitores para ver si Supergirl pertenecía al universo de la Nueva Tierra. Al descubrir que ella era realmente la Supergirl de ese universo, se quedó con sus propios dispositivos para reconciliarse con todas las personas a las que dañó a raíz de la "prueba". El Monitor, sin embargo, afirma que los recuerdos de Zor-El y los fantasmas en Krypton eran reales.
Un flashback posterior en el número 24 aparentemente contradice al Monitor, revelando que "Nueva Tierra" Zor-El no era un científico, aunque Alura lo era. En la continuidad actual, Zor-El era un Ranger y se llevaba bien con su hermano. Con su apoyo, Alura diseñó la nave que envió a Kara a la Tierra, como la protectora de Kal-El y el último ser vivo que recordaba a Krypton (desde que Kal-El era un bebé).
En Action Comics # 869 se revela que Alura salvó a Argo City de la destrucción de Krypton al diseñar una cúpula protectora con su esposo Zor-El. Sin embargo, Brainiac, quien fue el culpable de la explosión de Krypton, regresó para terminar el trabajo. Fusionó Argo con la Ciudad Botella de Kandor y mató a aquellos que consideraba información duplicada. Superman encuentra la ciudad en la nave de Brainiac. Zor-El y Alura pueden ponerse en contacto con Kal-El para preguntar sobre su hija. La Ciudad Botella de Kandor vuelve a su tamaño completo en el Polo Norte al final del arco de la historia de "Brainiac", que conduce directamente a "New Krypton".
Históricamente, un personaje bastante secundario, Alura tiene un papel importante en la historia en curso de "Superman: New Krypton". Se muestra que no confía en la gente de la Tierra y no aprueba las decisiones de su hija o sobrino. Zor-El es una voz de razón para ella, y cuando es asesinado por Reactron, ella está fuera de sí por el dolor y la ira. Después de la muerte de Zor-El, ella toma el mando sobre el pueblo de Kandor, poniendo a tantos enemigos de Superman como pueda en la Zona Fantasma y librando una guerra contra la raza humana en represalia por el ataque de Reactron. Cuando una coalición de héroes humanos, liderada por Superman, logra detener su plan de despojar a algunos miembros del ejército kryptoniano, Alura usa las piedras solares kryptonianas para convertir Kandor en un nuevo planeta, el llamado "Nuevo Krypton" y ponerlo en órbita. alrededor del Sol, en el lado opuesto de la Tierra. Más tarde se revela que ella liberó al General Zod para ayudar a administrar el planeta y liderar su ejército.
Como parte de su participación en el Proyecto 7734 (una operación militar encubierta de Estados Unidos dedicada a neutralizar a los kryptonianos), Luthor envía un robot doble de sí mismo con Brainiac en una misión para atacar New Krypton. Mientras está allí, el robot Luthor manipula la química corporal del Reactron capturado previamente. Poco después, Reactron se suicida, iniciando una reacción en cadena que finalmente destruye New Krypton y todos menos siete mil de sus 100.000 habitantes kryptonianos. Alura, que estaba en la zona cero, se encuentra entre las víctimas.

## En otros medios

### Televisión
- Laura Benanti inicialmente interpreta a Alura en la serie de televisión Supergirl en las temporadas uno y dos[7] y por Erica Durance (Lois Lane de Smallville)[8][9][10][11][12][13] En esta versión, Alura es miembro del Consejo Científico de Krypton. También tiene una hermana gemela, la general Astra (también interpretada por Benanti), uno de los principales antagonistas de la primera temporada (junto a su esposo Non) que fue parte del intento de golpe de Estado y ahora está tratando de apoderarse de la Tierra, mientras convencer a Kara de que lo está haciendo por el bien del planeta.[14] En la tercera temporada, Supergirl descubre que Alura todavía está viva y es parte del Alto Consejo de Argo City debido a un dispositivo de seguridad que Zor-El construyó alrededor de Argo City para protegerlo de la explosión de Krypton.
- Alura aparece como un cameo final en la serie animada de 2019 DC Super Hero Girls, episodio "#DCSuperHeroBoys" (Parte 1), con la voz de Kari Wahlgren.[15] Esta versión es miembro del Consejo de Krypton,, donde se enfrenta al General Zod, Ursa y Non cuando Krypton está colapsando, hasta sentenciarlos a la Zona Fantasma. Más tarde se reúne con su hija Kara para enviarla a la Tierra donde está su primo Kal-El.

### Película
- Alura aparece en la película Supergirl interpretada por Mia Farrow.
- Alura aparece en Superman: Unbound, con la voz de Sirena Irwin.[15] Superman la visita a ella y a Zor-El en Kandor para preguntarles qué saben sobre Brainiac.
- Alura aparece en DC Super Hero Girls: Héroe del Año, con la voz de April Stewart.[15]
- Alura aparece en Legión de Super-Héroes, con la voz de Jennifer Hale.[15]Ella aparece en un flashback de apertura que muestra a Kara escapando de Krypton, y más tarde al final de la película, donde su espíritu se reúne con Kara y la convence de enviar la Máquina Milagrosa a otra dimensión y evitar que destruya el universo.
- Alura aparecerá en Justice League: Crisis on Infinite Earths – Part Two, nuevamente con la voz de Jennifer Hale.[16]

### Videojuegos
Alura aparece en el videojuego Injustice 2, con la voz de Grey DeLisle.